# Mazda MX-5
Вперше назва MX-5 введена в 1989 році компанією Mazda для позначення маленьких родстерів, які випускались під її маркою.

## Перше покоління (NA) з 1989 по 1998 рік

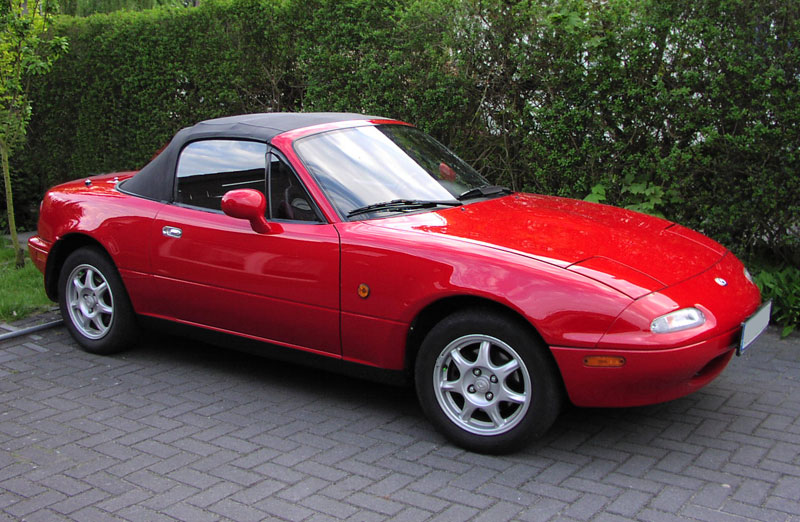
Mazda MX-5 1

Mazda MX-5 першого покоління. Автомобіль дебютував в 1989 році з 120-сильним двигуном 1.6. У 1994 мотор оновили: 1.8 потужністю 131 к.с. Базовою була 5-ступінчаста «механіка». При цьому максимальна швидкість становила близько 190 км/год. Для Америки і Японії пропонувався ще і 4-ступінчастий «автомат», але популярним він не став.

### Двигуни
- 1598 см3 B6ZE(RS) DOHC I4
- 1839 см3 BP DOHC I4

## Друге покоління (NB) з 1998 по 2005 рік

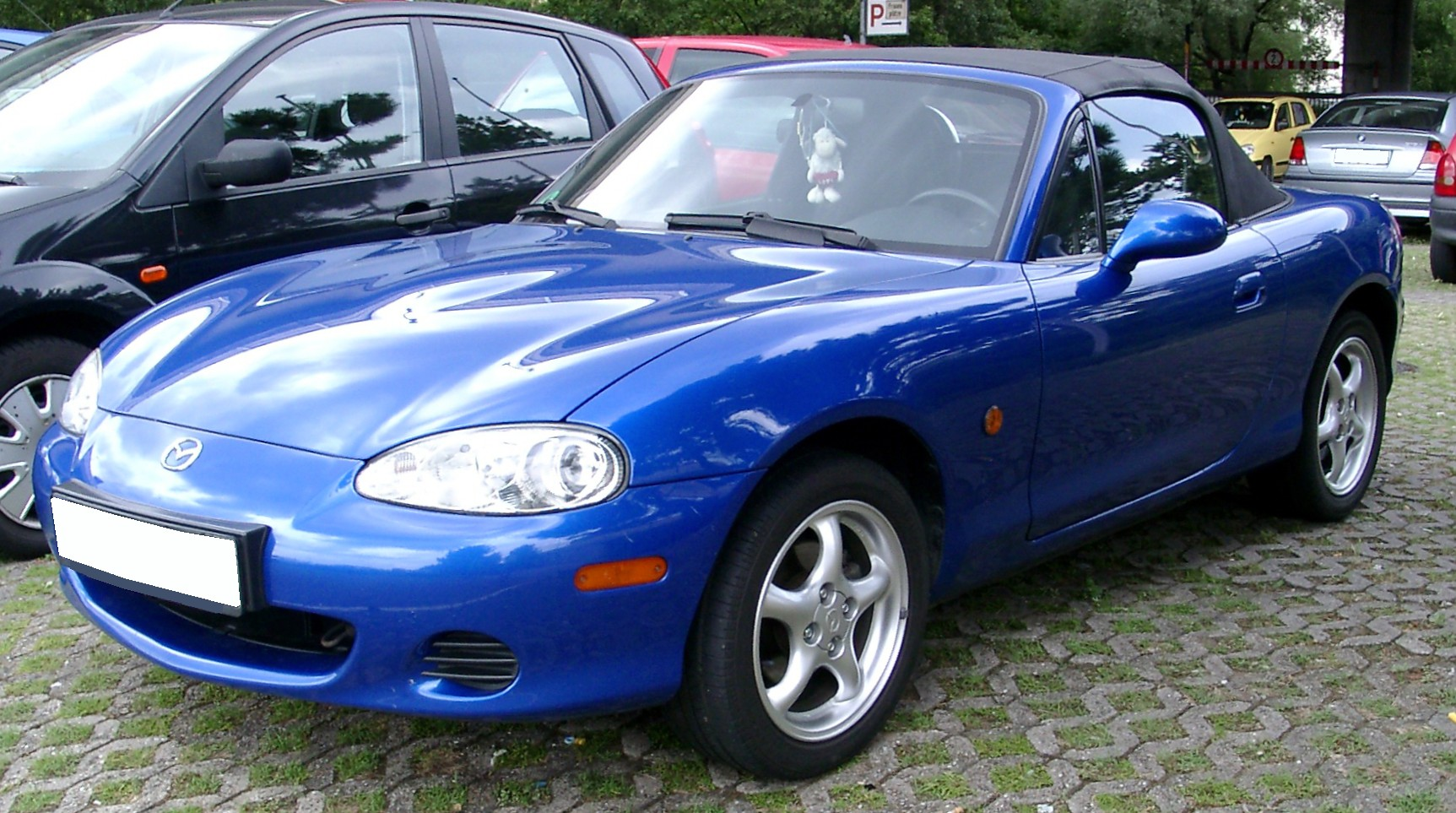
Mazda MX-5 2

Фари, що висуваються, перестали відповідати вимогам безпеки для пішоходів, в результаті чого на новій Mazda MX-5, яка дебютувала в 1998 році, їх замінили зовнішніми. Потужність мотора 1.8 була збільшена до 146 к.с., а максимальна швидкість досягла 197 км/год. У 2004 році з'явилася версія Mazdaspeed з турбованим мотором потужністю 178 к.с. Також можна було замовити версію Roadster Coupe з жорстким дахом.

### Двигуни
- 1.6 L B6-ZE I4 (Європа/Японія)
- 1.8 L BP-5A I4 (Японія)
- 1.8 L BP-4W I4
- 1.8 L BP-Z3 I4
- 1.8 L turbo BPT I4 (Mazdaspeed)

## Третє покоління (NC) з 2005 по 2014 рік

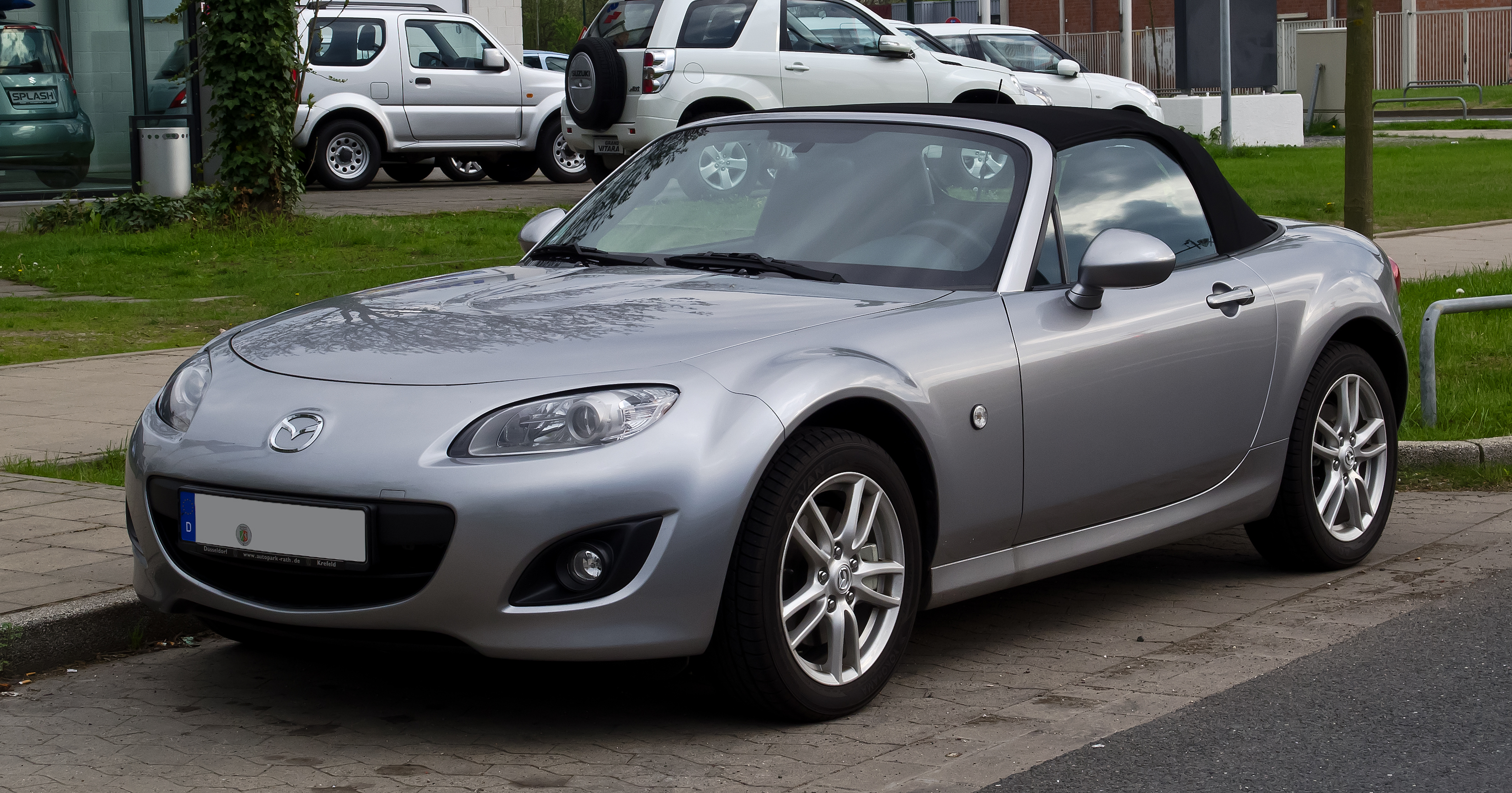
Mazda MX-5 3

З 2005 року у продажу з'явилася Mazda MX-5 в новому кузові. Потужність мотора 1.8 знизили до 126 к.с., зате з'явилася 160-сильна «четвірка» 2.0. Розгін до 100 км/год за 7.9 с для дволітрової версії, а для молодшої за 9.4 с. У 2006 році вийшла версія зі складним твердим дахом. У 2008 році на Паризькому автосалоні була представлена оновлена Mazda MX-5. Невеликим змінам піддався кузов і салон автомобіля, а також ходова частина. Перші поставки оновленої Mazda MX-5 в Європу почалися навесні 2009 року.

### Двигуни
- 1.8 L MZR L I4 (Європа) 126 к.с.
- 2.0 L MZR L I4 160 к.с.

## Четверте покоління (ND) з 2014 року

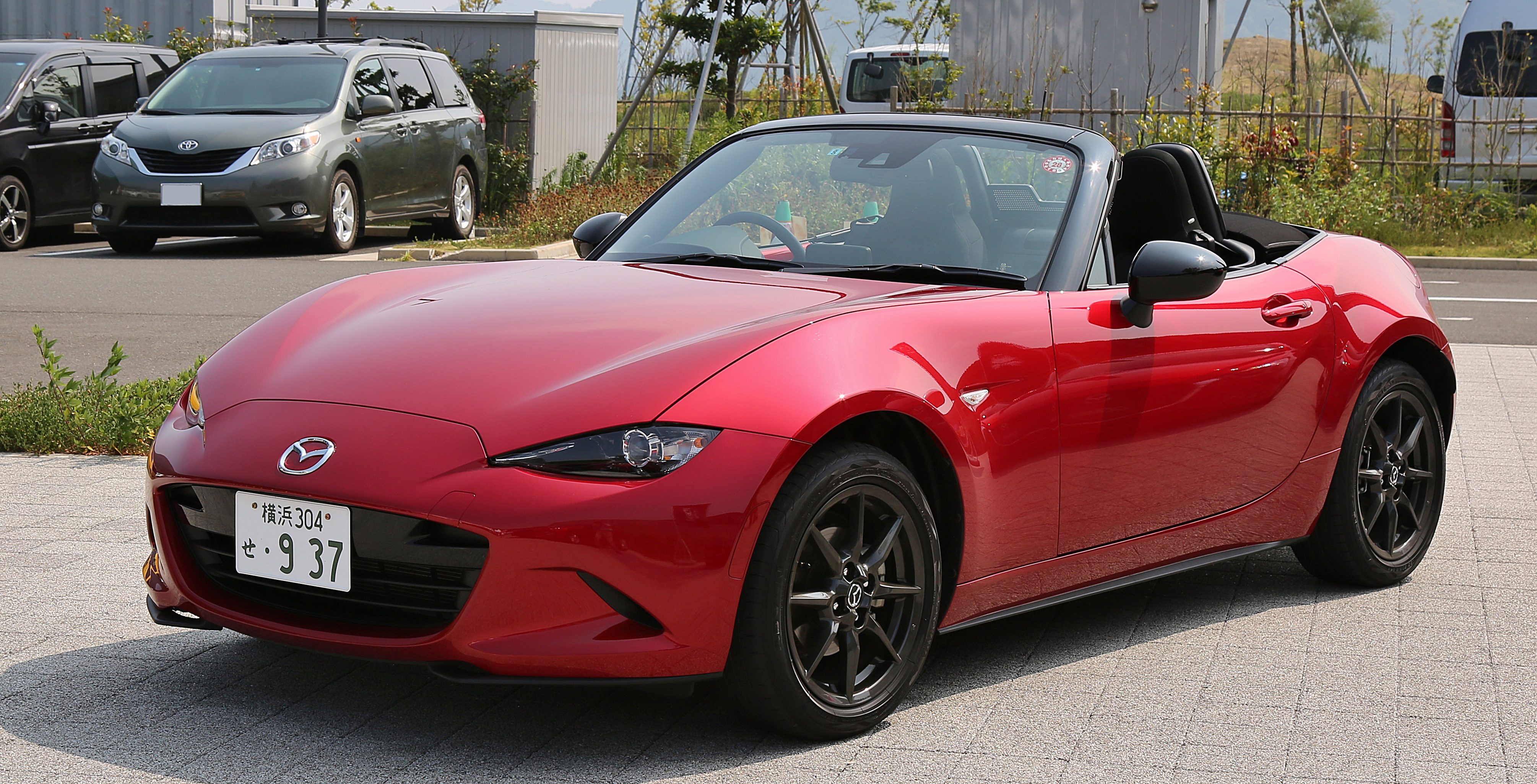
Mazda MX-5 4 Roadster

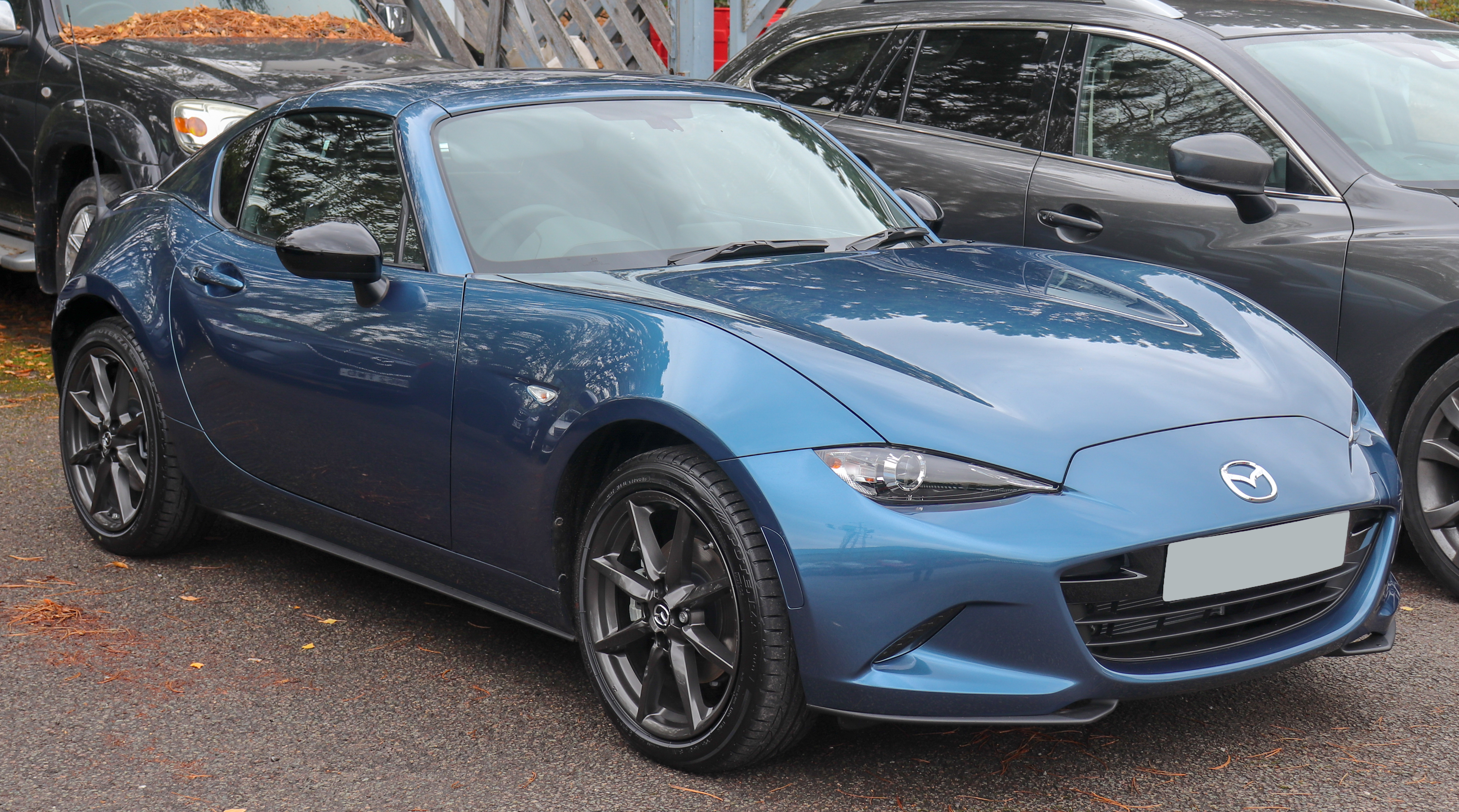
Mazda MX-5 RF

З 2014 року з'явилось нове покоління Mazda MX-5 з індексом ND. Дизайн автомобіля практично не змінювався; нова MX-5 отримала нову, більш широку решітку радіатора, інший передній бампер і інші протитуманні фари. Оновлений автомобіль отримав двигуни SkyActiv об'ємом 1.5 л на 131 к.с. і 2.0 л на 160 к.с. Нове покоління МХ-5 розроблено спільно з італійською компанією Fiat. Родстер отримає одноплатформенного «родича» в особі нового Fiat 124 Spider.
Дана модель представлена в п'яти різних рівнях комплектацій: SE, SE-L, SE-L Nav, Sport і Sport Nav (версії Nav додатково оснащені інтегрованою системою супутникової навігації). 
Моделі Mazda МХ-5 початкового рівня (SE) оснащені: 16-дюймовими литими дисками, світлодіодною головною оптикою, кондиціонером, CD-плеєром, стереосистемою з 4-ма динаміками, вікнами і бічними дзеркалами заднього виду з підігрівом і електроприводом, шкіряним чохлом для рульового колеса і важеля перемикання передач, USB-роз'ємом, функцією дистанційного керування центральним замком.
У версіях покращеної комплектації SE-L, також, доступні: чорні бічні дзеркала заднього виду, світлодіодні денні ходові вогні, клімат-контроль, круїз-контроль, цифрове радіо і 7-дюймовий кольоровий сенсорний екран інформаційно-розважальної системи MZD Connect. Розмір багажного відсіку — 130 літрів.
Комплектація Sport додатково включає: бронзове антикорозійне напилення дисків, бічні дзеркала заднього виду, пофарбовані у колір кузова, спортивну підвіску, задні паркувальні сенсори, світлочутливу адаптивну систему переднього освітлення, шкіряні сидіння з підігрівом, датчики дощу, функцію безконтактного входу, систему оповіщень про зміну смуги руху і аудіосистему Bose преміум-класу з 9-ма динаміками.
В 2021 році Mazda додала до можливих варіантів оформлення інтер'єру МХ-5 білу шкіряну обшивку. 

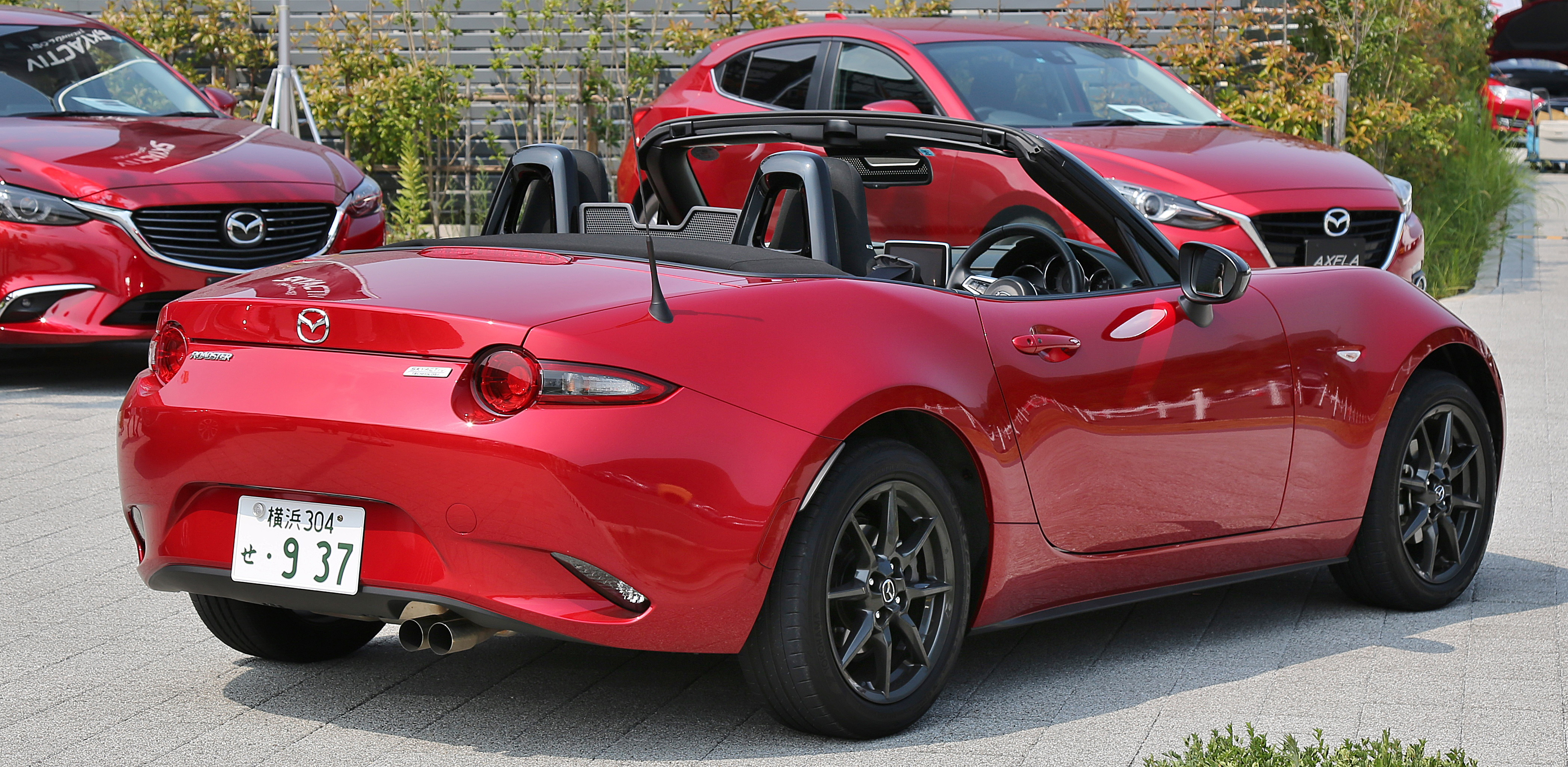
Roadster
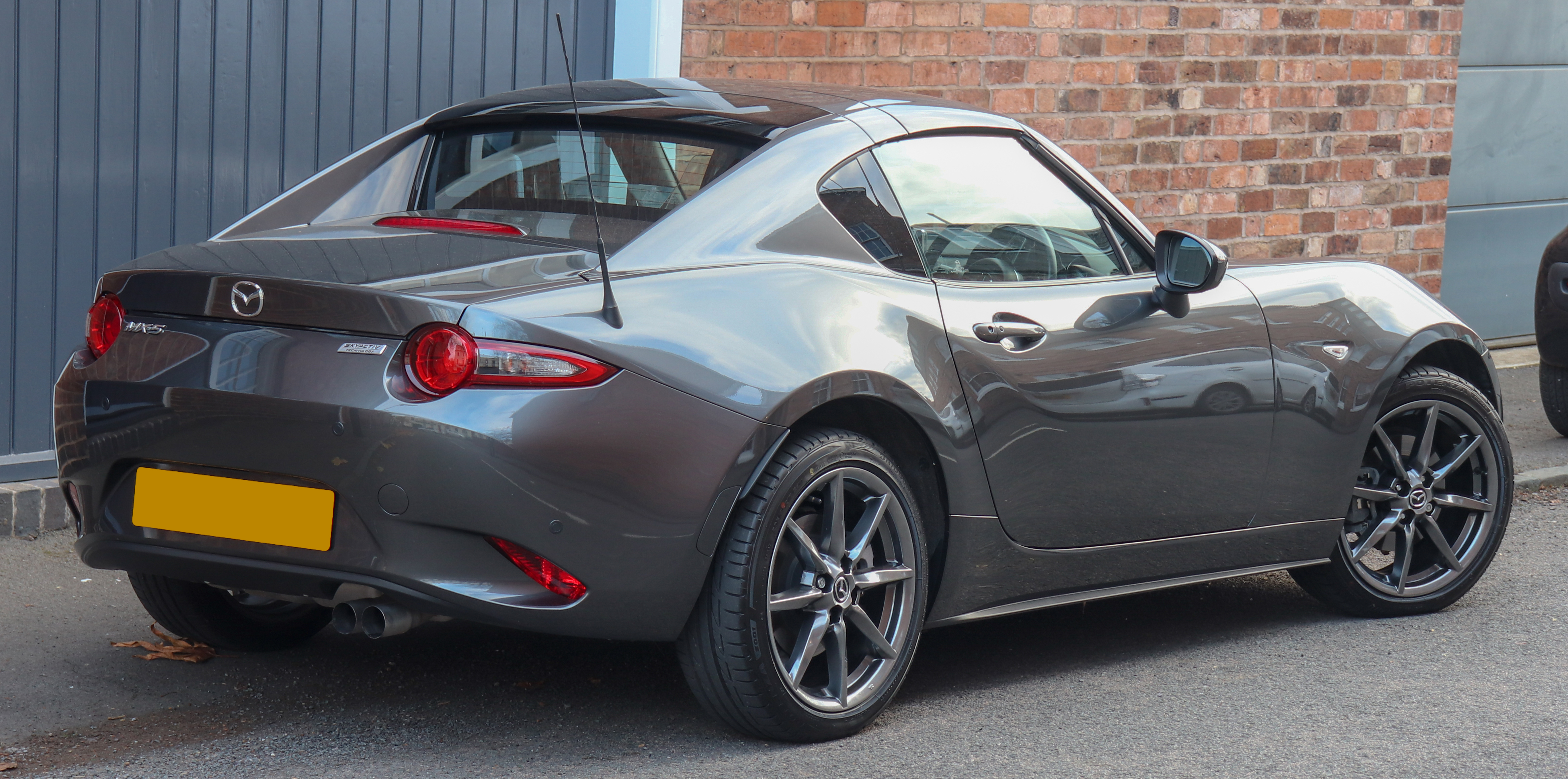
RF hardtop
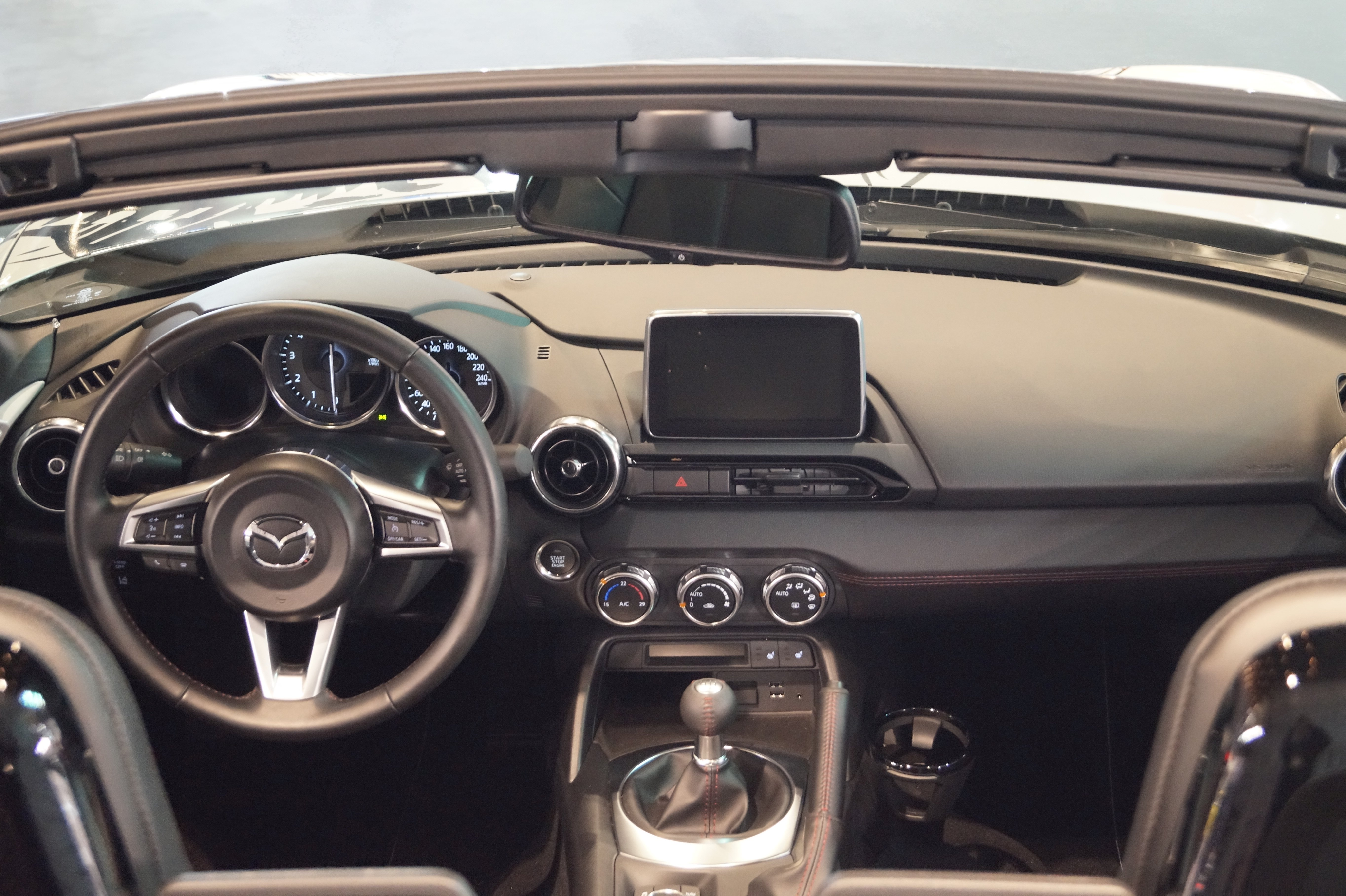
салон

### Двигуни
- 1.5 L SkyActiv-G (P5-VPS) DOHC I4 131-132 к.с.
- 2.0 L SkyActiv-G (PE-VPS) DOHC I4 160-184 к.с.